# Директива про енергетичні характеристики будівель
Директи́ва про енергети́чні характери́стики буді́вель (англ. Directive on the energy performance of buildings, EPBD) — нормативно-правовий акт Європейської Унії розроблений на виконання вимог Кіотського протоколу, аби зменшити до 2012 року викиди CO2 на 8% порівняно до рівня 1990 року, зокрема, завдяки поліпшенню енергоефективности та застосуванню відновлюваних джерел енергії у будівлях.
Перша директива № 2002/91/ЄС (EPBD, 2003) була ухвалена Європейським Парламентом та Радою Європейського Союзу 16 грудня 2002 року та мала бути імплементована країнами ЄС до 4 січня 2006 року. З 30 травня 2026 року скасовується друга директива № 2010/31, яка раніше скасувала першу директиву № 2002/91/ЄС. Нова директива № 2024/1275 є оновленою редакцією директиви № 2010/31 та покликана сприяти досягненню цілей ЄУ у сфері енергетики та клімату, щоб досягти повної декарбонізації будівельного фонду до 2050 року.

## Зміст

### Директива № 2002/91/ЄС
На момент прийняття Директиви понад 40% кінцевого споживання енергії у ЄС припадало на сектор житла і послуг, більшу частину якого складали будинки. У країнах Європи, у тому числі, в Україні цей сектор має тенденцію до розширення, спричиняючи подальше зростання енергоспоживання, а отже, й викидів вуглекислого газу.
Директива покликана сприяти поліпшенню енергетичного функціонування будівель у ЄС, з урахуванням кліматичних та місцевих особливостей, вимог щодо мікроклімату в приміщеннях та потреби у ефективному використанні коштів.
Цей документ встановив вимоги стосовно:
- загальної методологічної схеми обрахунку інтегрованого енергетичного функціонування будівель;
- застосування мінімальних вимог щодо енергетичного функціонування нових будинків та існуючих будівель, що піддаються значній реконструкції (площею понад 1000 м²);
- енергетичної сертифікації будівель;
- регулярного інспектування котлів опалення та систем кондиціонування повітря у будинках, а також, тестування систем обігріву, вік котлів у яких перевищує 15 років.

Директива запровадила нове поняття «енергетичне функціонування будівлі» (англ. energy performance of buildings), визначивши його як кількість енергії, яка фактично споживається чи розраховується для задоволення різних потреб, пов'язаних зі стандартизованим використанням будинку, що може включати опалення, підігрів гарячої води, охолодження, вентиляцію, освітлення тощо. Ця кількість енергії може бути охарактеризована одним або більше чисельними показниками, що мають бути:
- обчислені з урахуванням теплоізоляції, технічних і монтажних характеристик, планування;
- позиціоновані щодо кліматичних аспектів, освітлености сонцем, впливу об'єктів, розташованих неподалік, власної енерергогенерації та інших факторів, які впливають на енергетичні потреби будівлі(наприклад, мікроклімат у приміщеннях).

Відповідно до статті 7 Директиви (Сертифікати енергетичного функціонування, англ. Energy Performance Certificates) енергетичне функціонування будівлі відображається у спеціальному сертифікаті (енергопаспорті) будинку, що оновлюється не рідше ніж раз на 10 років. Сертифікат енергетичного функціонування будівлі має бути доступний власнику або ж через власника майбутньому покупцеві чи винаймачу відповідного будинку або окремих його приміщень.
Директива також у своїх статтях 8 та 9 врегульовує питання періодичних перевірок опалювального обладнання та систем кондиціювання повітря у будівлях.
Кожна країна-член ЄС повинна на державному чи регіональному рівні розробити деталізовану і адаптовану до національних умов методологію розрахунку енергетичного функціонування будівлі на основі загальної схеми, викладеної у Додатку до Директиви, встановити мінімальні вимоги до енергетичного функціонування будинків, визначити порядок проведення інспекцій і закріпити все це у системі національного законодавства. Наприклад, у Великій Британії ця Директива була запроваджена частиною 5 Закону про житло 2004 (Англія)|Закону про житло 2004 року (англ. Housing Act).
Офіційний переклад Директиви українською мовою можна знайти на сайті Державного департаменту з питань адаптації законодавства Міністерства юстиції України. Україномовний варіант назви Директиви у цьому офіційному перекладі — "Директива Європейського Парламенту та Ради від 16 грудня 2002 року щодо енергетичних характеристик будівель", не зовсім відповідає назві оргигіналу англійською. Внаслідок недосконалости перекладу втрачено можливість ідентифікувати в українському законодавстві нове поняття «енергетичне функціонування будівель», яке було введене в обіг цією Директивою на території ЄС і дозволило інтегрально оцінювати ефективність використання усіх енергоресурсів у будівлі впродовж усього періоду її експлуатації.

### Директива № 2010/31/ЄС
Директива 2002/91/ЄС пізніше була замінена так званим «оновленням EPBD», яке було затверджено 19 травня 2010 року і набрало чинности 18 червня 2010 року, з кінцевим терміном імплементації — липень 2012 року.
Оновлений текст роз'яснив, зміцнив і розширив сферу дії директиви 2002 року. До ключових змін відносяться:
- Розробка основи порівняльної методології для розрахунку оптимальних за вартістю рівнів мінімальних вимог до енергоефективности;
- Розширення вимоги забезпечити мінімальний рівень енергоефективности для всіх будівель, що проходять капітальний ремонт;
- Всі нові будівлі матимуть майже нульове споживання енергії (англ. zero-energy house) до грудня 2020 року (до грудня 2018 року для будівель органів державної влади);
- Вимога для держав-членів перераховувати фінансові стимули для забезпечення переходу до майже нульового споживання енергії в будівлях;
- Обов'язкова енергетична сертифікація для всіх побудованих, проданих або зданих в оренду об'єктів;
- Держави-члени повинні вжити необхідних заходів для створення схем інспекції систем опалення та кондиціонування повітря або вжити заходів з еквівалентним впливом;
- Вимога для держав-членів встановлювати штрафи за недотримання вимог енергоефективности.

### Директива № 2018/844
У травні 2018 року, відповідно до пропозиції Зимового пакету 2016 року, EPBD була змінена, а не перероблена, як це сталося в 2010 році. Основні зміни, внесені директивою 2018/844, такі:
- Включення як стаття 2 bis колишньої статті 4 Директиви про енергоефективність, яка вимагає розробки довгострокових стратегій реновації (будівельного фонду), розширюючи її зміст оновленою версією пунктів 2 і 3 статті 10 EPBD 2010 про інструменти фінансування. Стаття 53 Регламенту 2018/1999 дещо змінить перший абзац цієї нової статті та додасть пункт 8, який пов'язує ці стратегії з Національними інтегрованими планами в галузі енергетики та клімату.
- Зміна статті 6, яка вимагала встановлення механізмів для врахування в нових будівлях можливості застосування технологій з дуже високою ефективністю. Зміна полягає у вилученні посилання на конкретні технології, яке було в версії 2010 року, і, перш за все, у вилученні вимоги щодо документального підтвердження такого врахування для кожного проєкту.
- Стаття 10 втрачає свої пункти 2 і 3 (згідно зі ст. 53 Регламенту 2018/1999), які зобов'язували держави-члени подавати звіт про інструменти підтримки реконструкції, що тепер передбачено вимогою Стратегії оновлення статті 2bis. Зі свого боку, Директива 2018/844 замінює пункт 6, який заохочував враховувати рентабельність при наданні допомоги, новим текстом, який вимагає такого зв'язку та детально описує змінні, які можуть бути враховані для цієї мети. Крім того, регулюється існування баз даних енергетичної сертифікації та можливість доступу до них.
- Статті 14 і 15, які є важливим елементом EPBD 2010, повністю замінені, щоб підвищити мінімальну потужність, починаючи з якої опалювальні та кондиціонерні установки повинні періодично перевірятися (відповідно з 20 до 70 кВт і з 12 до 70 кВт). Зберігається можливість замінити ці перевірки консультаціями, але головна новина полягає в тому, що, якщо в 2010 році можна було зменшити частоту або «полегшити» перевірки за наявності систем нагляду та контролю, то тепер вони дозволяють безпосередньо звільняти будівлю від перевірки, але в цій новій версії детально описано, які функції повинні виконувати ці системи. Ми можемо інтерпретувати, що цей зміст розвиває обережне посилання статті 8 у версії 2010 року на системи автоматизації, яке доповнюється вимогою автоматичного регулювання нового змісту статті 8.
- Цікаво також, що згідно з новими статтями 14 та 15 такі системи автоматизації та контролю повинні бути обов'язковими до 2025 року для нежитлових будівель, якщо номінальна потужність їх систем опалення та вентиляції перевищує 290 кВт (така сама вимога стосується систем кондиціонування повітря); а також заохочуються держави-члени встановлювати подібні вимоги до житлових будівель.

### Директива № 2024/1275
З 30 травня 2026 року скасовується директива № 2010/31. Ця директива є новою редакцією директиви № 2010/31 та покликана сприяти досягненню цілей ЄУ у сфері енергетики та клімату, щоб досягти повної декарбонізації будівельного фонду до 2050 року. Зосереджуючись на нежитлових будівлях, EPBD пропонує різні стратегії для нових та існуючих будівель. Одним із акцентів EPBD є збільшення темпів реконструкції в ЄС, зокрема, для найгірших за показником енергоефективности будівель.
Також директива встановлює вимоги щодо нульових викидів для нових будівель. Починаючи з 2028 року, усі нові громадські будівлі в ЄУ повинні відповідати стандартам нульових викидів, а до 2030 року вони будуть охоплювати всі нові споруди.
Ця директива зобов’язує будівлі не тільки підтримувати високу енергоефективність, але й задовольняти свої потреби в енергії за рахунок відновлюваних джерел, фактично скорочуючи викиди вуглецю на місці до нуля.
Очікується, що це буде досягнуто шляхом:
- Забезпечення генерації відновлюваної енергії, переважно сонячної, на місці
- Забезпечення будь-яких додаткових енергетичних потреб енергією з відновлюваних джерел

Інші заходи в переглянутій Директиві включають:
- поступове запровадження мінімальних стандартів енергоефективности для нежитлових будівель на основі національних порогових значень для ініціювання реконструкції будівель з найнижчою енергоефективністю;
- посилений стандарт для нових будівель з нульовими викидами та розрахунок вуглецю за весь життєвий цикл для нових будівель;
- розширені довгострокові стратегії реконструкції, які будуть перейменовані в національні плани реконструкції будівель;
- підвищення надійности, якости та оцифрування сертифікатів енергоефективности з класами енергоефективности на основі загальних критеріїв;
- запровадження паспортів реконструкції будинків для орієнтування власників будинків у поетапній та глибокій енергетичній реконструкції;
- посилене впровадження сонячних технологій у всіх нових будівлях і деяких існуючих нежитлових будівлях, де це технічно й економічно доцільно;
- поступова відмова від котлів, що працюють на викопному паливі, починаючи з припинення субсидій для автономних котлів, що працюють на викопному паливі, з 1 січня 2025 року;
- «єдине вікно» для енергетичної реновації будівель для домовласників, малих і середніх підприємств та інших зацікавлених сторін;
- подальше розгортання пунктів підзарядки електромобілів у будівлях, усунення бар’єрів для їх встановлення, увімкнення інтелектуальної зарядки та запровадження заходів для паркування велосипедів у будівлях;
- збір та обмін даними, для покращення управління даними про будівельний фонд та споживання енергії в будівлях.

Загалом існуюча нерухомість в Європі не є енергоефективною. Так, EPBD хоче зосередитися на реконструкції будівель з найнижчими експлуатаційними характеристиками, щоб спочатку вони могли зменшити споживання енергії. До 2030 року принаймні найгірші 16% повинні бути реконструйовані, щоб покращити їх споживання енергії, з підвищенням порогу до 26% до 2033 року. Ці норми стосуються, зокрема, інтеграції екологічних практик у повсякденну діяльність бізнесу. Ідея полягає в тому, щоб стимулювати подальші ремонти не лише законодавчо, а й фінансово.

## Інформаційна платформа EPBD
Інформаційна платформа EPBD (англ. EPBD Buildings Platform) була створена Європейською Комісією в рамках програми Розумна Енергетика — Європа (англ. Intelligent Energy — Europe, 2003—2006 років. Служить центральним інформаційним ресурсом програми EPBD.
Платформа містить бази даних з публікаціями, інформацією про події, стандарти та програмні засоби. Зацікавлені організації та особи можуть подавати інформацію про події та публікації в ці бази даних.
Порівняно велика кількість публікацій невеликого розміру (зазвичай, від 2 до 8 сторінок). Їхнє основне призначення — поширення інформації про стан робіт в певній галузі.
Також платформа пропонує довідку, яка містить список поширених питань та надає можливість поставити нові питання.

## Україна
В липні 2017 року був ухвалений закон «Про енергетичну ефективність будівель» (№ 4941-д) яким була запроваджена сертифікація будівель.
Ідеологія Закону «Про енергоефективність будівель» визначається європейською директивою № 30, що дозволяє перейти до системного аналізу сертифікації будівель і визначення практичних рекомендацій — що потрібно робити для зменшення споживання.
Відповідно до закону для об'єктів будівництва та існуючих будівель передбачається сертифікація енергетичної ефективности з метою визначення фактичних її показників, проведення оцінки відповідности зазначених показників встановленим мінімальним вимогам до енергоефективности, розробка рекомендацій щодо підвищення рівня енергоефективности, які враховують місцеві кліматичні умови технічно і економічно обґрунтовані.
Також визначено:
- особливості здійснення обстеження систем опалення та кондиціонування будівель;
- основні енергоефективні заходи в будівлях і механізми їх фінансування;
- загальні принципи професійної діяльності в сфері енергетичної ефективности будівель;
- нормативно-правові засади здійснення незалежного моніторингу сертифікатів енергетичної ефективности будівель та звітів про результати обстеження систем опалення та кондиціонування будівель;
- особливості розробки національних планів щодо збільшення кількости будівель з близьким до нульового рівня споживання енергії;
- відповідальність за порушення законодавства в сфері забезпечення енергоефективности будівель.

Термін дії сертифіката встановлено з урахуванням обмежень, передбачених пунктом 8 статті 11 Директиви 2010/31/ЄС: не більше 10 років.
Кошти на впровадження енергоефективних заходів та інструменти гарантування фінансування заходів щодо підвищення рівня енергетичної ефективности будівель будуть залучатися за допомогою Фонду енергоефективности.